# Водяне (Нікопольський район)
Водяне́ — село в Україні, у Нікопольському районі Дніпропетровської області. Входить до складу Першотравневської сільської громади. Населення — 107 мешканців.
Колишній орган місцевого самоврядування — Павлопільська сільська рада. 

## Географія
Село Водяне розташоване за 1 км від правого берега річки Базавлук, вище за течією на відстані  км розташоване село Іванівка, на відстані 1,5 км розташоване село Новоіванівка (Криворізький район). По селу протікає пересихаючий струмок з загатою.

## Історія
12 червня 2020 року, відповідно до розпорядження Кабінету Міністрів України № 709-р від «Про визначення адміністративних центрів та затвердження територій територіальних громад Дніпропетровської області», увійшло до складу Першотравневської сільської громади.
19 липня 2020 року, в результаті адміністративно-територіальної реформи і ліквідації Нікопольського району (1923—2020), село увійшло до складу новоутвореного Нікопольського району.